# Vakság
A vakság a látás pszichológiai vagy neurológiai eredetű részleges vagy teljes hiánya. Teljes vakság esetén az agy egyáltalán nem észleli a fényt. Részleges vakság esetén gyakran megmarad a fényérzékelés; ekkor a látássérült csak a fényt érzékeli, a világoson és a sötéten kívül más megkülönböztetésre nem képes. Van, aki viszont azt is meg tudja mondani, merre van a fény forrása.
Ahhoz, hogy meg tudják határozni, ki szorul gondozásra, több országban létrehozták az ún. jogi vakság fogalmát. Észak-Amerikában és Európa nagy részén ez az egészségesnél, minden lehetséges látásjavító eszköz mellett is, legalább tízszeresen gyengébb látást jelent. Azaz egy jogilag vakként definiált személy legfeljebb 6 méterre kell álljon egy tárgytól, hogy olyan jól lássa, mint egy egészséges ember 60 méterről. Sok helyen azokat is a vakok közé sorolja a jog, akik átlagos látásélességgel bírnak, de látószögük nem haladja meg a 20 fokot (a normális a 180 fok lenne). A jog által vaknak tekintettek kb. 10%-a semmilyen mértékben nem lát.
A látás elvesztésétől való alaptalan félelem a szkotomafóbia, a sötétségtől való a nyktofóbia.

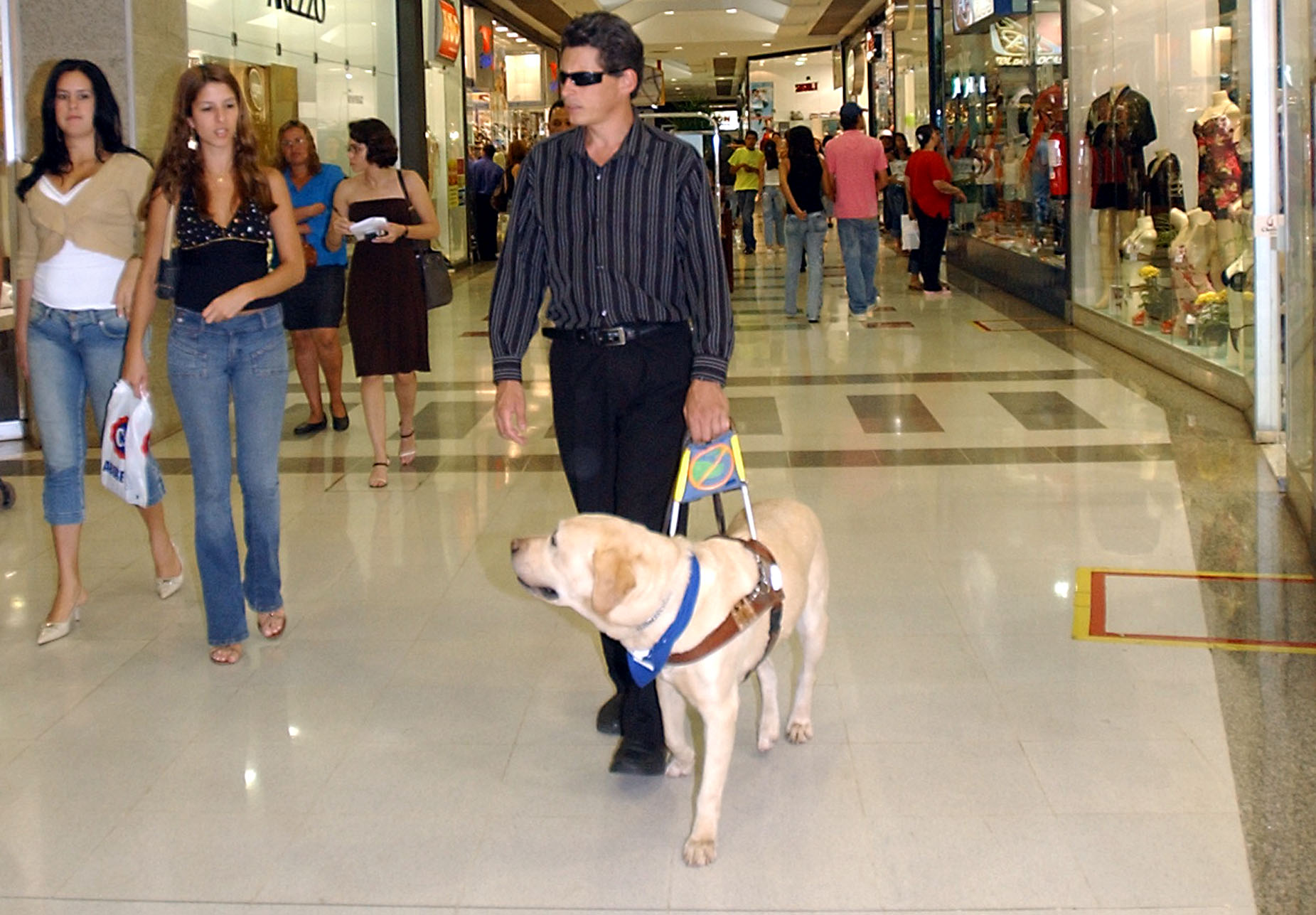
Teljesen vak férfi vakvezető kutyával egy bevásárlóközpontban Brazíliavárosban, Brazíliában

Siketvaknak azokat a látássérülteket tekintik, akiknek a hallása annyira sérült, hogy nem lehet az egyik érzéket a másikkal kompenzálni, így speciális módszerekre és eszközökre szorulnak.
Sok vak ember, köztük született vakok is, látnak álmukban. Náluk a látókéreg a nem látáson alapuló érzéki tapasztalatok birtokában is elképzeli, hogy néz ki a világ, hogy néznek ki az emberek. Sőt, még színeket is látnak, azonban a színeket a született vakok nem tudják leírni. A való világból vett tapasztalatok híján az agy nem tudja eltalálni a külvilágban fellelhető színeket.

## Okai
A látórendszer bármely részének zavara vaksághoz vezethet.
- veleszületett
  - a látókéreg elégtelen differenciálódása
  - a rendszer egyes elemeinek hiánya
  - a szem és az agy közötti kapcsolat hiánya
  - genetikai örökség, például retinopathia pigmentosa, fiatalkori makuladegeneráció
- szerzett
  - szürke hályog
  - akut vagy krónikus zöld hályog
  - cukorbetegség
  - időskori makuladegeneráció
  - retinaleválás (latin: ablatio retinae, v. amotio retinae)
  - agysérülés
  - az ellátó vérerek embóliája vagy trombózisa
  - sérülések, fertőzések

## Kezelése
A vakság kezelését az alapbetegség határozza meg. A különféle látásproblémákat lehetőleg korán fel kell ismerni, és minél hamarabb kezelni, hogy ezzel megelőzzék a látás további romlását. Ilyenek például a tompalátás (lusta szem, ambliópia), vagy a rövidlátás, az asztigmatizmus, a kancsalság. Észrevehető látásromlás esetén mielőbb szemészhez kell fordulni.
Azokban az országokban, ahol korlátozottak a diagnosztika és a terápia lehetőségei, nemzetközi szervezetek vagy közhasznú egyesületek segítenek. Akiknek nincs pénzük a látáshibájukat korrigáló szemüvegre, azok Magyarországon is fordulhatnak segélyszervezetekhez.

## Fejlesztés
Mivel sokszor nincs lehetőség helyreállítani a látást, ezért fontos a fejlesztés és a rehabilitáció. A cél az, hogy a vak emberek képessé váljanak az önálló életre, tudjanak például önállóan közlekedni az utcán (a fehérbot szakszerű használatával), önállóan ellátni a háztartást, használni a számítógépet, illetve a látássérültség tényét pszichikailag is segítenek feldolgozni.
Különösen fontos a vak és a többi látássérült gyermekek számára a korai fejlesztés. Erre leginkább a látássérültek óvodáiban és iskoláiban nyílik lehetőség, de integráltan is végzik. Cél a gyermekek fejlődésének biztosítása, az önállóságra nevelés, és esélyt adni arra, hogy felnőttként a társadalom hasznos tagjai legyenek.
Az integráltan tanuló vak gyerekeket gyakran felmentették matematikából, informatikából és testnevelésből, vagy matematikából és természettudományos tantárgyakból. Ezt nem azért tették, mintha a vak gyerekek diszkalkuliások lettek volna, hanem azért, mert a tanárok nem mindig tudták megoldani ezeknek a tárgyaknak a tanítását. Habár léteznek matematikai notációk, amelyek segítenének ezen, mint például a Németh-Braille, a MathML vagy a Latex, sok tanár nem ismeri ezeket. Az MVGYOSZ Együtt a jövőnkért projektje párbeszédet kezdeményezett az érintettek között, és és egy alapítvány segít megtanítani a MathML matematikai leírónyelvet a tanároknak, amely segíti a matematika tanítását és tanulását számítógép közvetítésével. 
A látássérültek rehabilitációjának gondolata Magyarországon először a millennium idején fogalmazódott meg. A látássérült gyerekeket a Vakok Állami Intézetében készítették fel az önálló életre, de a felnőttek elemi rehabilitációja egészen 1980-ig megoldatlan probléma maradt.
Magyarországon a következő szolgáltatók végeznek elemi rehabilitációt:
- Búzavirág Alapítvány – Miskolc
- Fehér Bot Alapítvány – Debrecen
- Kilátás Alapítvány – Kaposvár
- Kreatív Formák Alapítvány – Szeged
- Látássérült Személyek Elemi Rehabilitációs Központja – Győr
- Molnár Gábor Elemi Rehabilitációs Központ – Székesfehérvár
- Siketvakok Országos Egyesülete, Rehabilitációs Részleg – Budapest
- Szempont Alapítvány – Budapest
- Vakok Állami Intézete, ERC – Budapest (országos hatáskör)

Az elemi rehabilitáció mellett segítenek szociális ügyekben, érzelmileg támogatják a hallgatókat, egészségügyi ellátást nyújtanak, biztosítják a mozgásterápiát és a testi kondíció fejlesztését, valamint megszervezik a társasági életet és a szabadidő eltöltését.

## Média
Az írást és az olvasást – többek között – a Braille-írás teszi lehetővé a vakok számára. Majdnem minden más, a vak emberek számára készült írásrendszer ezen alapul. Léteznek írógépek is ehhez az íráshoz – az elsőt Oskar Picht találta fel 1899-ben. A számítógépek felszerelhetők Braille-kijelzőkkel és Braille-nyomtatókkal is. Azonban, mivel a látássérültség tipikusan öregkori probléma, a Braille-írást a vakoknak is csak mindössze kb. 10%-a ismeri (ez az arány megfelel a nemzetközi értékeknek).
A látássérült emberek ma már a látókhoz hasonlóan tudják használni a számítógépeket az ún. képernyőolvasó (pl.: JAWS, ZoomText, Cobra) és képernyőnagyító (pl.: Magic vagy a Windows részét képező nagyító) szoftverek segítségével. Előbbiek elsődleges funkciója, hogy felolvassák a leütött billentyűket és a képernyőn látható szövegeket, utóbbiaké pedig, hogy felnagyítsák azt. Ezek a programok az alapfunkción túl olyan további speciális funkciókkal segítik a vak, illetve a gyengénlátó felhasználókat, mint például a HTML dokumentumok feltérképezésén alapuló navigáció, a listák, táblázatok érzékeltetésének lehetősége, billentyűkombinációk használatának támogatása stb. A jobb minőségű képernyőnagyító szoftverek rendelkeznek legalább alapszintű képernyőolvasó tulajdonságokkal is.
Közhasznú társaságok kiadnak és kölcsönöznek könyveket, újságokat, folyóiratokat hangoskönyv és pontírás formájában. Korábban kazettákat használtak, de 2004 óta egyre inkább DAISY formátumú CD-kre térnek át – amely formátum azonban Magyarországon még nem terjedt el. A DAISY (Digital Accessible Information System, magyarul: hozzáférhető digitális információ-rendszer) nemzetközi szabvány a navigálható és akadálymentes médiatartalmak számára.
Hangoskönyvek a kereskedelemben is kaphatók.
A vak emberek számára a képeket és a térbeli viszonyokat tapintható formában érzékeltetik. Ehhez például speciális papírt használnak, amit nyomtatás után felmelegítenek, így a sötét részek kiemelkednek, amivel a nyomtatott kép tapinthatóvá válik. Nyomtatás közben ez a papír nem melegedhet fel, ezért nem jó lézernyomtatót használni erre a célra. Költséges volta miatt mindennapi használatra kevéssé alkalmas (egy A4-es oldal előállítása kb. nyolcvan hagyományosan nyomtatott oldal árába kerül, és egy nyomat kb. tizenötször lassabban készül el). A tájékozódást tapintható térképekkel teszik lehetővé. A színeket nehéz tapintásos formában érzékeltetni, ezért nem lehet a színes képeket egy az egyben átvinni.

### Nyomtatásban kiadott Braille-könyvek, -újságok
A vak olvasók számára Braille-írással nyomtatnak könyveket, folyóiratokat. Ezek önállóan is használható információforrást biztosítanak. Mivel a Braille-írás betűi sokkal nagyobbak, mint a síkírású betűk, és a lapok is vastagabbak, ezért a Braille-írású könyvek sokkal vastagabbak és nehezebbek (például a teljes protestáns fordítású Biblia 15 méter hosszú polcot igényelne). Míg a síkírásos könyv befér egy kézitáskába, addig a Braille-írással nyomtatott könyv több kötetes, és több kilogrammos is lehet. További hátrány, hogy csak kevés anyag áll így rendelkezésre, még az alapirodalom is csak részben elérhető.

### Hangoskönyvek
A hangoskönyv egy vagy több felolvasó, többnyire színész által felolvasott irodalmi vagy szakmai mű. Ezek többféle hanghordozón is megjelenhetnek, például CD-n, mp3-ban, kazettán. A hangoskönyvek célcsoportja sokféle lehet, például az autósok. A látássérült emberek számára különös jelentőségét az adja, hogy a reál, képleteket tartalmazó tantárgyakat, például a kémiát, fizikát, matematikát ők kizárólag az értelmezett felolvasás útján tudják elsajátítani. A képletek az elektronikus dokumentumokban általában rajz formájában jelennek meg, ezeket azonban a mechanikusan működő képernyőolvasó szoftverek általában nem tudják értelmezni. A matematikai képletekre megoldás lehet a MathML használata, mert ezt a szabványt egyre több eszköz támogatja.
Hangoskönyvekhez közkönyvtárakban, hangos-könyvtárakban tudnak hozzáférni, jelentős gyűjteménnyel rendelkezik a Magyar Vakok és Gyengénlátók Országos Szövetsége (MVGYOSZ) is.

### Elektronikus könyvek (e-könyv)
Az elektronikus könyvek különböző fájlformátumokban léteznek. A képernyőolvasók legjobban a HTML fájlokat kezelik, de a DOC, RTF, TXT formátumokkal is szépen boldogulnak. A megfelelően szerkesztett PDF fájlokat is tudják olvasni, de ennek a formátumnak számos hátránya van az előzőekkel szemben. Vannak közkönyvtárak, amelyek ingyenesen jogtiszta anyagokat biztosítanak bárkinek, de vannak olyanok is, amelyek zárt körűek, tagsági rendszerben működnek.

## Munka
Az ember főként vizuális lény, ezért nehéz azoknak a helyzete, akik nagyon rosszul, vagy sehogy sem látnak. Ezért a látássérült embereknek és segítőiknek olyan munkaköröket kell felkutatniuk, amelyben a meglevő képességeiket kamatoztatni tudják. Néhány tipikus munkakör látássérült emberek számára: telefonos ügyfélszolgálatos, ügyvéd, zenész, kosárfonó, masszőr, de az informatikában, vagy a tanári pályán is komoly eredményeket érnek el a vak közösség tagjai. A MathML terjedése tovább segíti a vak gyerekeket, hogy értelmiségi pályára léphessenek.

## Segédeszközök
Sokféle segédeszköz létezik. Beszélő órák, vérnyomásmérők, számológépek, a tej kifutására figyelmeztető vagy tűzhely, ami figyelmeztet, ha túl sokáig van bekapcsolva. Vannak külön vakok számára készült kártyák is, amikkel a látók úgy játszhatnak, ahogy szoktak, és a vakok kitapinthatják, hogy milyen lapjaik vannak. 

## Számítógépek
A vak emberek a megfelelő szoftverkörnyezet megléte esetén kiválóan tudják használni a számítógépeket. A vak felhasználók egyáltalán nem használják az egeret, csak a billentyűzetet, vagy a Braille eszközöket.
Az olyan felületek, amelyek csak egérrel használhatóak, a vak felhasználók számára akadályt jelentenek. Az internetes honlapok és számítógépes szoftverek akadálymentesítése ezt a tényt is figyelembe veszi.

## Közlekedés
Különféle eszközök és technikák használatával, megfelelő képzés után a látássérült emberek önállóan is tudnak közlekedni. Ebben leginkább a fehérbot, a vak emberek nemzetközileg ismert segédeszköze van segítségükre. Ez kiterjeszti a felhasználó tapintását, ami idejében figyelmezteti őket különböző veszélyekre. Menet közben, szakszerű használat esetén lassan ingatják maguk előtt, ez az ún. pásztázó mozgás.
A látássérültek ismerős környezetben sokkal könnyebben tájékozódnak, idegen környezetbe általában csak kísérővel indulnak útnak.
Néhányan speciálisan képzett vakvezető kutyákat alkalmaznak. A vakvezető kutyák jelzik a különböző utcai akadályokat és segítenek a navigációban, például jelzik a lépcsőket, járdaszegélyeket, akadályokat. A tényleges irányítást azonban mindig az ember végzi.
Az épületek és közterületek akadálymentesítése önálló szakterület, speciális szakismereteket igényel, amelyekkel Magyarországon a rehabilitációs mérnökök rendelkeznek.

## Sport
A vak emberek és gyengénlátók épp úgy úsznak, síelnek és atletizálnak, mint a látók. Néhány más sportot, mint a krikettet és a golfot adaptálták a vak sportolók számára. A csörgőlabdát pedig kifejezetten nekik találták fel.
A vak sportolókat az International Blind Sports Federation (IBSA, Vakok Nemzetközi Sportszövetsége) fogja össze. A paralimpián 1976 (Toronto) óta vesznek részt látássérültek.

## Következményei
A vakság az élet számos területére kihat. Akadályozza a fogalomalkotást, az ismeretszerzést, a tájékozódást, az önkiszolgálást és a kommunikációt. A legtöbb következmény inkább a gyerekekre jellemző, de a felnőttként megvakultakat is utolérheti.
A mozgás a vakság által kiváltott bizonytalanság, az ütközéstől való félelem miatt összességében bizonytalan és merev. A gyerekek mozgása lassan fejlődik a látási ingerek hiánya miatt, és összerendezetlen a látási kontroll hiánya miatt. A hanyag tartás miatt gerincferdülés alakulhat ki, és a lélegzés is felszínessé válik, a vitálkapacitás csökken, amin úszással segítenek. Jellemző a karok védekező és a nyak ferde tartása. A járás bizonytalan, széles alapú, egyenetlen ritmusú. Mozgásigényük kielégítése érdekékében forognak. szökdelnek, hajlonganak, rázzák a kezüket, forgatják a fejüket. Nyomkodni szokták a szemüket, hogy szín- és fényérzetet váltsanak ki, de erről igyekeznek leszoktatni őket, mert fertőzésveszélyes.
A vakság pszichés következményei lehetnek önállótlanság, passzivitás, lassú reakciókészség, indulatosság, az önértékelés zavarai, vagy az, hogy úgy érzik, mindenki őket bámulja.